# 哈曼·阿洛
哈曼·阿洛（阿拉伯語：همام اللوح；1987年4月26日—2023年11月12日）是巴勒斯坦加薩走廊希法醫院的腎臟科醫師，於2023年以色列—哈瑪斯戰爭期間死於以色列軍隊空襲。

## 生平
哈曼·阿洛於1987年出生於加薩走廊，完成初等教育後，於2011年自葉門萨那大学獲內外全科醫學士學位。畢業後阿洛一度在約旦行醫，後來回到加薩走廊，任職於希法醫院，為加薩走廊唯一的腎臟科醫師。
2023年10月以色列—哈瑪斯戰爭爆發，以色列大規模空襲加薩走廊，阿洛多次接受西方媒體專訪，講述希法醫院艱難的醫療狀況。11月12日，他在家中與父親、岳父和妻子的兄弟一起死於以色列軍隊的空襲。
愛爾蘭社會民主黨黨首荷莉·凱恩斯在愛爾蘭國會議事中引述哈曼·阿洛生前最後一次受訪的談話。